# Закалінкі-Кольонія
Закалінкі-Кольонія (пол. Zakalinki-Kolonia) — село в Польщі, у гміні Константинів Більського повіту Люблінського воєводства.
Населення — 100 осіб (2011).
У 1975-1998 роках село належало до Білопідляського воєводства.

## Демографія
Демографічна структура станом на 31 березня 2011 року:
|          | Загалом | Допрацездатний вік | Працездатний вік | Постпрацездатний вік |
| -------- | ------- | ------------------ | ---------------- | -------------------- |
| Чоловіки | 54      | 10                 | 38               | 6                    |
| Жінки    | 46      | 11                 | 23               | 12                   |
| Разом    | 100     | 21                 | 61               | 18                   |